# Tendzin Thrinle
| Tibetische Bezeichnung                        |
| --------------------------------------------- |
| Tibetische Schrift: བསྟན་འཛིན་འཕྲིན་ལས་           |
| Wylie-Transliteration: bstan 'dzin 'phrin las |

Tshemönling Tendzin Thrinle (tib. tshe smon gling bstan 'dzin 'phrin las; geb. 1950) ist seit 1955 der 5. Tshemönling Hutuktu bzw. Rinpoche und sowohl ein regionaler als auch nationaler Politiker.
Er ist stellvertretender Vorsitzender der Chinesischen Buddhistischen Gesellschaft.
Er ist Vizevorsitzender der Politischen Konsultativkonferenz des Autonomen Gebiets Tibet.